# Chi-chi Nwanoku
Chinyere Adah Nwanoku (Londres, junio de 1956) es una contrabajista y profesora de contrabajo en la Royal Academy of Music. Es miembro fundadora y bajista principal de la Orchestra of the Age of Enlightenment, posición que ha mantenido durante 30 años. 

## Vida
De ascendencia nigeriana e irlandesa, Chinyere (Chi-chi) Adah Nwanoku es la mayor de cinco hermanos nacidos del matrimonio del  doctor Michael Nwanoku y su esposa Margaret (de soltera Hevey). Nwanoku nació en Fulham, Londres, y antes de tener edad escolar  pasó algunos años en el estado de Imo, Nigeria, donde su familia fue a vivir temporalmente. Atendió la Escuela de Gramática de Chicas de Kendrick en Leer, Berkshire. A la edad de siete  empezó su educación de música clásica, primero tocando el piano, y a  la edad de 18 se inició en el contrabajo. Posteriormente estudió en la Real Academia de Música. También destacó en el atletismo como corredora de 100 metros planos, actividad que dejó por una lesión en la rodilla.
Vive en Londres y tiene dos hijos, Jacob Hugh y Phoebe Hugh, y una nieta, Maya Ekene Hugh.

## Carrera
Es fundadora y directora artística de la Orquesta Chineke!, la primera orquesta profesional de música clásica en Europa, conformada por instrumentistas pertenecientes a minorías étnicas en ese continente.
Ha trabajado como contrabajo principal del ensamble Endymion, la orquesta de cámara London Mozart Players, la Academy of Saint Martin in the Fields, los Solistas Barrocos Ingleses, el conjunto London Classical Players y la Orquesta revolucionaria y romántica.
Además de tocar el contrabajo y enseñar a tocarlo, ha sido locutora en la BBC de Londres y miembro del jurado de Estrella Clásica de BBC. En 2015  participó en la Radio de BBC 4  el programa En Búsqueda del Mozart Negro, presentando las vidas y carreras de compositores clásicos negros e intérpretes del siglo XVIII, incluyendo Joseph Bologne, Chevalier de Santo-Georges, Ignatius Sancho, y George Bridgetower. Es miembro del consejo de la Orquesta de Juventud Nacional, Tertis Fundación, Fondo de Música del Londres, Real Philharmonic Sociedad (también de su consejo). Figuró en  la  Asociación de Consejos de Orquestas británicas, y es patrona de la organización Music Preserved, y del Cherubim Trust.
Fue huésped de la Radio BBC 4 en la emisión Discos de la Isla del Desierto el 11 de febrero de 2018.

## Premios y reconocimientos
- En 2001 fue nombrada Miembro de la Orden del Imperio Británico (MBE).
- En 2017 fue nombrada Oficial de la Orden del Imperio Británico (OBE), ambos por sus méritos musicales.
- Es socio honorario de la  Real Academia de Música y del Trinity Laban Conservatorio de Música.[8]